# Iso Sammalsaari
Iso Sammalsaari är en ö i Finland. Den ligger i sjön Haukivesi och i kommunen Nyslott i  landskapet Södra Savolax, i den sydöstra delen av landet, 280 km nordost om huvudstaden Helsingfors. Öns area är 10,1 hektar och dess största längd är 0,6 kilometer i öst-västlig riktning.